# 瑪麗安·霍斯利
瑪麗安·霍斯利（Marian Horsley，1890年—？年），是一名英格蘭女子羽球運動員，在學生時期即展現羽球實力，並以令人為之傾倒的24次入選英格蘭代表隊而著稱。
1929年，瑪麗安·霍斯利與弗蘭克·德夫林一起贏得全英羽球錦標賽混合雙打冠軍。1931年，她與貝蒂·優霸一起贏得全英女子雙打冠軍。她也曾8次獲得全英亞軍，包括1次女子單打（1923年）、4次女子雙打（1926年、1929年、1930年、1938年），以及3次混合雙打（1931年、1933年、1934年）。
她於60歲時去世。